# Třebelovice
Třebelovice település Csehországban, a Třebíči járásban. Třebelovice Mladoňovice, Rácovice, Kojatice, Hornice, Oponešice és Budkov településekkel határos. Lakosainak száma 426 fő (2024. január 1.).

## Népesség
A település lakosságának változását az alábbi diagram mutatja:
| Lakosok száma | 608  | 686  | 668  | 531  | 518  | 417  | 421  | 431  | 394  | 426  |
|               | 1869 | 1900 | 1921 | 1961 | 1980 | 2011 | 2016 | 2019 | 2021 | 2024 |